# MKE Ankaragücü
Maillots
Le MKE Ankaragücü est un club turc de football basé à Ankara fondé le 31 août 1910 à la suite de la fusion de deux clubs distincts; Turan Sanatkarangücü, dirigé par Şükrü Abbas, et Altınörs İdmanyurdu, dirigé par Agâh Orhan. Cette fusion a donné naissance à un club avec deux présidents fondateurs. Durant cette période, les clubs maintiennent des relations étroites avec des groupes défendant les droits des travailleurs et menant des activités syndicales.
Le club est considéré historiquement comme la grande équipe d'Ankara. Malgré sa longévité dans l'élite, le club n'a jamais lutté ni pour un titre ni pour se qualifier pour la Ligue des champions.

## Histoire
- 1910 : fondation du club
- 1972 : 1re participation à une Coupe d'Europe (C2, saison 1972/73)

Lors de la saison 2011-2012, le club est confronté à de gros problèmes financiers. Ces problèmes persistaient déjà depuis quelques saisons, mais ces problèmes ont atteint un point de non-retour pour la saison 2011-2012 de la Süper Lig. C'est une des raisons pour lesquelles l'effectif est composé en majorité de jeunes joueurs issus du centre de formation ou de joueurs ayant accepté d'aider le club à se maintenir en acceptant des baisses de salaires.

## Supporters
Le club est considéré comme le club de la classe ouvrière (MKE est le nom d'une industrie basée à Ankara). Ses supporters sont considérés comme étant fidèles à leurs couleurs, quelle que soit la situation du club. Ils ont aussi la particularité d'être « alliés » avec les supporters de Bursaspor.

## Palmarès
- Coupe de Turquie (2)
  - Vainqueur : 1972, 1981
  - Finaliste : 1973, 1982, 1991

- Supercoupe de Turquie (1)
  - Vainqueur : 1981
  - Finaliste : 1972

## Personnalités du club

### Entraîneur
- 1998-1999 :  Zlatko Krmpotić
- 2000-2002 :  Ersun Yanal
- 2002-2003 :  Mihai Stoichiță
- 2005-2006 :  Safet Sušić
- 2007 :  Hans-Peter Briegel
- 2009-2010 :  Roger Lemerre
- 2017-2018 :  İsmail Kartal

### Joueurs

#### Joueurs turcs emblématiques
- Adnan Erkan
- Ahmet Yıldırım
- Hasan Şaş
- Ramazan Tunç
- Ünal Karaman
- Zafer Özgültekın
- Emre Güngör
- Hüseyin Kartal
- Umut Bulut
- Hami Mandıralı
- Orkun Uşak
- Ilhan Mansız
- Gökhan Emreciksin

#### Joueurs étrangers emblématiques
- Duško Ajder (1990)
- Abdoul Salam Sow (1994-1995)
- Stephen Baidoo (1997-2000 et 2002-2005)
- Vlado Bozinoski (1996-1999)
- Fernand Coulibaly (1997-1999)
- Ohene Kennedy (1997-2002)
- James Debbah (1998-2000)
- Ion Oană (1998-2001)
- Patrick M'Bele (1999-2001)
- Augustine Ahinful (2001-2003 et 2005-2008)
- Radu Niculescu (2002-2003)
- Reinaldo Vicente Simao (2002-2004)
- Galeano (2003-2004)
- Tchiressoua Guel (2004-2005)
- Jean-Emmanuel Effa-Owona (2004-2005)
- Charles-Édouard Coridon (2005-2006)
- Ivaylo Petkov (2005-2007)
- Mohamed Ali Ghariani (2005-2006)
- Aleksandar Aleksandrov (2006-2007)
- Tita (2006-2007)
- Victor Agali (2006-2007)
- Gediminas Paulauskas (2007-2008)
- Kaba Diawara (2007-2008)
- Giani Kiriță (2007-2008)
- Ibrahim Saïd (2007-2008)